# 襄平书院
襄平书院是一座创设于清朝光绪年间的书院，是科举时代辽阳的最高学府，位于中华人民共和国辽宁省辽阳市白塔区刚家胡同28号，1983年襄平书院被列为辽阳市文物保护单位。该书院与萃升书院、银冈书院并称中国东北地区三大书院。

## 历史
1723年（清雍正元年），辽阳城内始建义学。1884年，辽阳知州章樾开始筹建襄平书院。1885年，襄平书院开始兴建。1890年（光绪十六年），书院告竣并开始授课。1900年，书院停办，次年书院改为襄平学堂。中华民国时期，襄平书院改作辽阳师范学校。中华人民共和国成立后，书院旧址相继作为辽阳市第一高级中学、第二高级中学校址及辽阳市少年儿童图书馆馆址。

## 建筑
襄平书院现存42间青砖合瓦房，为三进四合院，坐北朝南。建有仪门、翠花门、中厅、后厅、东西厢房，设讲堂、山长室、斋长室、监院、斋舍、书房等。院内立有《新建襄平书院记》和《襄平书院条例》两座碑石。1983年襄平书院被列为辽阳市文物保护单位，书院建筑现位于辽阳市第四高级中学校内。

## 知名校友
- 白永贞，清末与中华民国学者、政治人物
- 白乙化，抗日烈士，曾任八路军晋察冀军区第十团团长、平北军分区副司令员